# 미국 육군 특전부대
미국 육군 특전부대(United States Army Special Forces (Airborne))는 미국 육군 특수 작전 사령부 예하의 특수부대 사령부이다. 흔히 그린 베레(Green Berets)라는 별명으로도 알려지 있는데, 이것은 특수부대 자격 과정을 수료해 해당 부대에 소속하는 장병만 착용하는 초록 베레와 관련 있다.
베레의 기장 그림에는 교차한 2개의 화살 위에 단검, 아래에는 리본이 있다. 리본에는 라틴어 'DE OPPRESSO LIBER→억압으로부터의 해방'이라는 문구가 있다.

## 개요
그린베레는 미 육군 특전부대(US Army Special Forces (Airborne))의 별칭이자 애칭이다. 1952년에 창설된 미 육군 특전부대가 그린베레로 불리게 된 것은 1961년 케네디 대통령이 공식적으로 미 육군 특전부대에게 베레모 착용을 허용한 데에서 유래한다.
그린베레의 최소작전단위는 ODA(Operational Detachment Alpha) 또는 A팀이라고 불리는 1개 중대다. 중대라고는 하지만, 인원은 겨우 12명에 불과하다. 12명의 대원들은 각각 화기, 폭파, 의무, 통신, 정보작전 등 특정한 군사주특기(MOS)에 정통한 전문전투요원들로 구성된다.
이는 미 그린베레로부터 직접적인 영향을 받은 부대인 대한민국의 특전사 1개 중대와 유사한 편제인데, 차이점은 한국 특전사에서는 부중대장이 소위/중위인 반면, 그린베레에서는 부중대장이 준위라는 점이다. (중대장(팀장)은 두 부대 다 대위가 맡는다.)
한국군이나 미군이나 특수전부대의 핵은 바로 부사관들이다.
특전부대 장교들은 작전요원으로서의 역할보다는 지휘관, 참모로서의 역할을 하게 된다. 특히 A팀에서 180알파와 18줄루는 마치 팀 내의 ‘아빠’와 ‘엄마’ 같은 존재들로서, 대부분의 중대장들은 이들의 의견을 절대적으로 존중한다. 진급을 우선시하기 때문에 보직 이동이 잦은 장교보다 대개 하나의 보직에 오랫동안 붙박이로 있는 부사관들이 더욱 많은 경험과 지식을 갖고 있기 때문이다.
그렇다면 그린베레가 하는 임무는 무엇일까? 답은 ‘특수부대다운’ 임무들이다. 예를 들어 적진 후방에 침투하여 정찰 임무를 수행하고 온다거나 적진 깊숙이 들어가서 주요 목표물을 타격하거나 요인을 암살ㆍ납치하는 임무 등이다.
하지만 그린베레가 여타 특수부대들과 다른 점은 바로 이들이 ‘준비된 대대 병력’이라는 점이다. 그린베레는 현지의 반군세력, 즉 게릴라를 양성하고 이들을 일개 군부대로 만들어서 작전을 수행하는 독특한 임무를 수행하고 있다. 앞에서 언급한 각 주특기들도 바로 1개 대규모 단위부대가 자체적으로 움직일 수 있기 위한 필수 주특기들이다.
그린베레의 주요 임무가 게릴라 세력의 규합이다 보니 작전요원들은 적어도 1개 이상의 외국어에 능통해야만 한다. 또한 특수부대들마다 각자 담당지역이 있어서 해당 국가의 언어에 능통한 사람이 A팀 내에 적어도 한 명 이상은 존재한다.
미군에는 현재 모두 7개(현역 5개, 주방위군 2개)의 그린베레 부대가 있다. 현역 부대를 기준으로 제1특전단은 태평양 및 동남아시아 지역, 제3특전단은 아프리카 지역, 제5특전단은 중동 및 북아프리카 지역, 제7특전단은 중남미 지역, 그리고 제10특전단이 유럽 지역을 담당하고 있다.

## 역사
1952년 6월 19일 노스캐롤라이나주 포트 브래그에서 제10특전단(10th SFG)이 창설되었다. 1953년 7월 2일 같은 곳에서 제77특전단이 창설되어 1960년 제7특전단(7th SFG)으로 개명되었다.
베트남 전쟁 동안 미국 육군 특수부대 사령부는 CIA 소속 특수 활동처(SAD)와 합동으로 베트남 군사 원조 사령부 - 교육 및 관측단(MACV-SOG)으로서 갖가지 비밀 작전을 수행하였다.

## 조직
정규군 5개 특전단과 2개 화학 정찰 파견대와 2개 주 방위군 특전단과 화학 정찰 파견대로 편성되어 있다. 각 부대는 통합 전투 사령부의 지역별 특수 작전 사령부에 배속되어 활동한다.

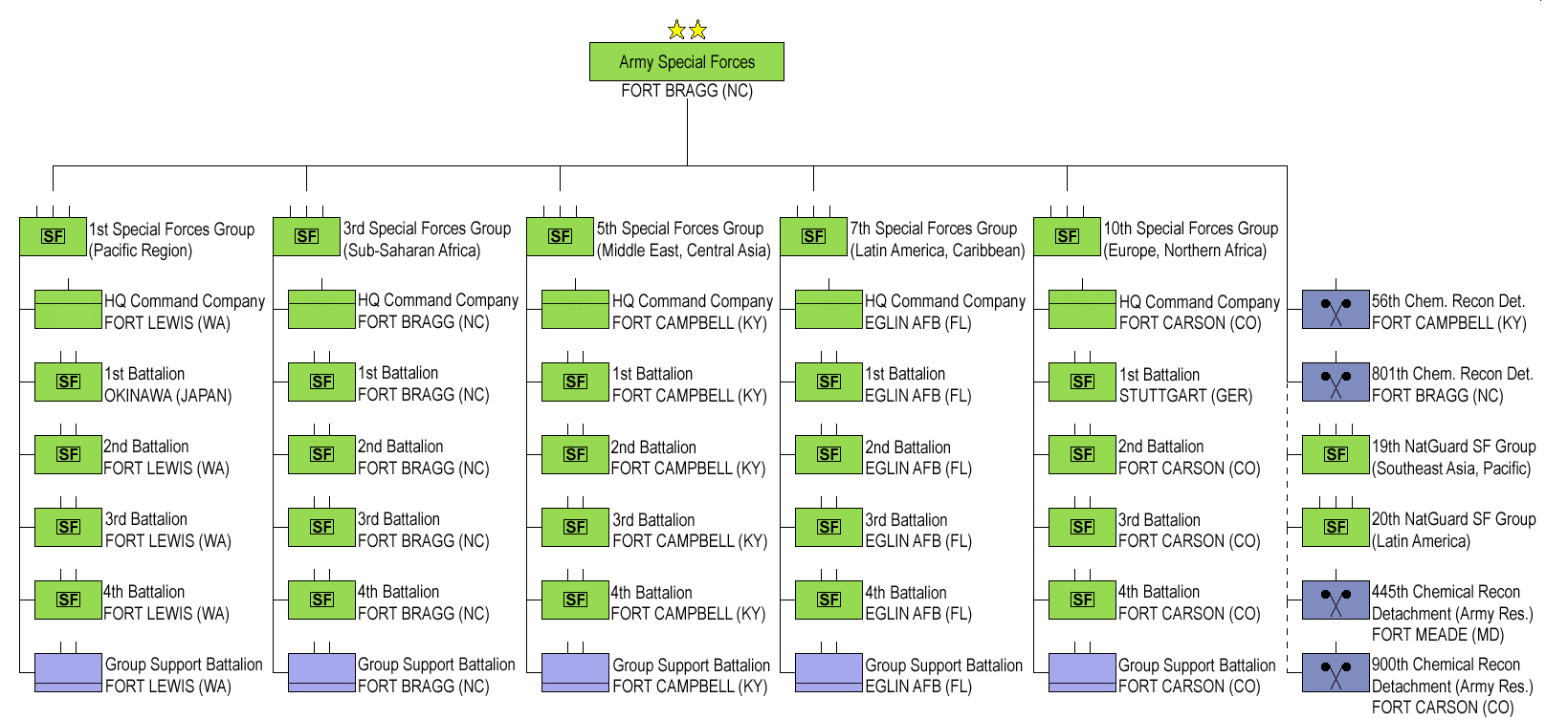
USASF 조직 구조

### 특전단
| - 제1특전단 - 워싱턴주 루이스-맥코드 합동 기지 (과거엔 제1특전단이 일본 오키나와에 주둔했었으나, 현재는 본부를 워싱턴주로 옮기고 1개 특전대대만 오키나와에 남겨뒀다.), SOCPAC - 제3특전단 - 노스캐롤라이나주 포트 브래그, SOCCENT - 제5특전단 - 켄터키주 포트 캠벨, SOCAFRICA - 제7특전단 - 플로리다주 이글린 공군 기지, SOCSOUTH - 제10특전단 – 콜로라도주 포트 카슨, SOCEUR - 제19특전단 - 주방위군 소속, 유타주 드라페 - 제20특전단 - 주방위군 소속, 앨라배마주 버밍햄 | - 제6특전단 - 포트 브래그, 1963년 ~ 1971년, 남동/남서 아시아 - 제8특전단 - 포트 글릭, 1963년 ~ 1972년, 라틴-아메리카군 - 제11특전단 - 1961년 ~ 1995년 - 제12특전단 - 1961년 ~ 1995년 |

### 파견대
- 제56화학정찰파견대 (56th Chemical Reconnaissance Detachment), 켄터키주 포트 캠벨.
- 제801화학정찰파견대 (801st Chemical Reconnaissance Detachment), 노스캐롤라이나주 포트 브래그 소재.
- 제445화학정찰파견대 (445th Chemical Reconnaissance Detachment) - 육군 예비군 소속, 메릴랜드주 포트 조지 G. 미드.
- 제900화학정찰파견대 (900th Chemical Reconnaissance Detachment) - 육군 예비군 소속, 콜로라도주 포트 카슨.

### 계층 구조
- 기본 부대 – SF 작전 분견대-알파 (ODA) 구성군
- 중대 HQ 부대 – SF 작전 분견대-브라보 (ODB) 구성군
- 대대 HQ 부대 – SF 작전 분견대-찰리 (ODC) 구성군

## 특기 번호
- 18알파 (A) – 특전부대 장교 (대위, 지휘 주특기)
- 180알파 (A) – 특전부대 준사관 (준위, 화기 주특기)
- 18브라보 (B) – 특전부대 화기 사관 (중사, 화기 주특기)
- 18브라보 (B) - 특전부대 화기 사관 (하사, 화기 주특기)
- 18찰리 (C) – 특전부대 공병 사관 (중사, 폭파 주특기)
- 18찰리 (C) - 특전부대 공병 사관 (하사, 폭파 주특기)
- 18델타 (D) – 특전부대 의무 사관 (중사, 의무 주특기)
- 18델타 (D) - 특전부대 의무 사관 (하사, 의무 주특기)
- 18에코 (E) – 특전부대 통신 사관 (중사, 통신 주특기)
- 18에코 (E) - 특전부대 통신 사관 (하사, 통신 주특기)
- 18폭스트롯 (F) – 특전부대 정보/작전 사관 (중사, 정보/작전 주특기)
- 18X – 특전부대 후보생 (이등병 ~ 병장, 현역 선택 지원)
- 18줄루 (Z) – 특전부대 작전 사관(상사, 지휘(부사관) 주특기)

미국 육군 특전부대에서는 정규 전투원이 되기 위해서는 일정기간 이상 군복무를 해야 한다. 때문에 장교는 대위부터 복무할 수 있으며 그래서 부팀장이 중위나 소위가 아닌 준위이며, 중위와 소위는 미국 육군 특전부대에 전입할 수 없다.

## 같이 보기
- 특수부대 목록
- 델타 포스
- 제75레인저연대
- 네이비 씰
- SAS